# Tulcingo (kommun i Mexiko)
Tulcingo är en kommun i Mexiko.   Den ligger i delstaten Puebla, i den sydöstra delen av landet, 180 km söder om huvudstaden Mexico City. Antalet invånare är 11 025. Arean är 228 kvadratkilometer.
Terrängen i Tulcingo är kuperad.
Följande samhällen finns i Tulcingo:
- Tulcingo de Valle
- San Miguel Tlaltepexi
- Zaragoza de la Luz
- Atzompa
- Guadalupe Tulcingo
- Aguacatitlán
- Francisco Villa